# سباق دوفين للدراجات 2007

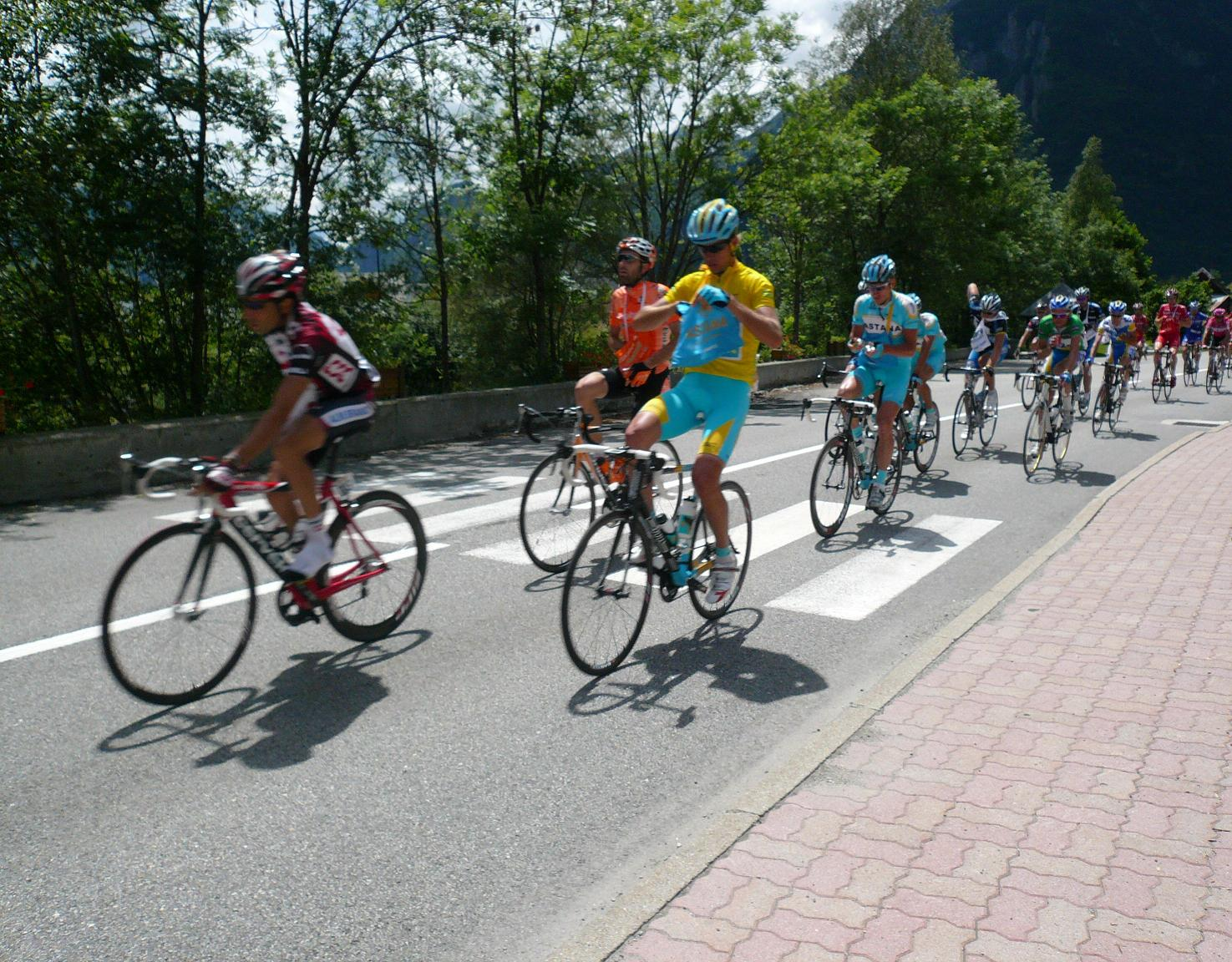

سباق دوفين للدراجات 2007 (بالإنجليزية: 2007 Critérium du Dauphiné Libéré)‏ هو سباق دراجات هوائية، وهو الموسم رقم 59 من السباق، وأقيم خلال الفترة 10 يونيو 2007، وحتى 17 يونيو 2007، وهو أحد سباقات برو تور 2007، وهو من نوع سباق المرحلة.
فاز فيه بالمركز الأول كريستوف مورو، وبالمركز الثاني كاديل إفانز، وبالمركز الثالث أندري كاشيتشكين.

## الفائزون
| الترتيب | الفائز          |
| ------- | --------------- |
| الفائز  | كريستوف مورو    |
| الثاني  | كاديل إفانز     |
| الثالث  | أندري كاشيتشكين |